# Titularbistum Nesqually
Das Bistum Nesqually (lateinisch Dioecesis Nesqualiensis) ist ein römisch-katholisches Titularbistum.
Das Bistum hatte seinen Sitz in dem Ort Nesqually südlich von Seattle im US-Bundesstaat Washington angesiedelt. Es wurde am 31. Mai 1850 aus dem Gebiet der aufgehobenen Diözese Walla Walla begründet. Das Bistum Nesqually gehörte der Kirchenprovinz Portland in Oregon an. 1903 wurde die Verwaltung der Diözese nach Seattle verlegt und am 11. September 1907 wurde das Erzbistum Seattle erhoben. Seit 1995 steht das Bistum Nesqually in der Liste der Titularbistümer und 1997 wurde es als solches erstmals besetzt.
| Titularbischöfe von Nesqually |                          |                                                 |                   |              |
| Nr.                           | Name                     | Amt                                             | von               | bis          |
| 1                             | Gordon Dunlap Bennett SJ | Weihbischof in Baltimore (Vereinigte Staaten)   | 23. Dezember 1997 | 6. Juli 2004 |
| 2                             | Alexander Salazar        | Weihbischof in Los Angeles (Vereinigte Staaten) | 7. September 2004 |              |